# موگنشتورم
موگنشتورم (به آلمانی: Muggensturm) یک شهر در آلمان است که در بادن-وورتمبرگ واقع شده‌است. موگنشتورم ۶٬۲۵۳ نفر جمعیت دارد.